# Sainte-Radegonde (Dordogne)
Sainte-Radegonde is een gemeente in het Franse departement Dordogne (regio Nouvelle-Aquitaine) en telt 55 inwoners (2009). De plaats maakt deel uit van het arrondissement Bergerac.

## Geografie
De oppervlakte van Sainte-Radegonde bedraagt 4,8 km², de bevolkingsdichtheid is dus 11,5 inwoners per km².
De onderstaande kaart toont de ligging van Sainte-Radegonde (Dordogne) met de belangrijkste infrastructuur en aangrenzende gemeenten.

## Demografie
Onderstaande figuur toont het verloop van het inwonertal (bron: INSEE-tellingen).

1. ↑  Populations de référence 2022.